# 25 stycznia
25 stycznia jest 25. dniem w kalendarzu gregoriańskim. Do końca roku pozostało 340 (w latach przestępnych 341) dni.

## Święta
- Imieniny obchodzą: Ananiasz, Apollon, Artemia, Barcław, Emanuel, Emanuela, Juwentyn, Maksym, Miłobor, Miłosz, Paweł, Pęcisława i Projektus.
- Polska:
  - Dzień Sekretarki i Asystentki (również 25 kwietnia)
  - Dzień Kryptologii (od 2008)
- Rosja – Dzień Tatiany
- Szkocja i Irlandia Północna – Noc Burnsa (gael. Burns Nicht; 25 stycznia lub w okolicach tego dnia)
- Wspomnienia i święta w Kościele katolickim[1][2]:
  - Nawrócenie św. Pawła Apostoła
  - Zakończenie Tygodnia Modlitw o Jedność Chrześcijan (18-25 stycznia)
  - św. Ananiasz z Damaszku
  - bł. Emanuel Domingo y Sol
  - św. Projektus, biskup Clermont
- Kościół Starokatolicki w RP – Uroczystość Patrona Kościoła Św. Pawła Apostoła

## Wydarzenia w Polsce
- 1491 – Zwycięstwo wojsk polsko-rusińskich nad Tatarami w bitwie pod Zasławiem.
- 1517 – W prezbiterium kościoła Mariackiego w Gdańsku umieszczono Ołtarz Koronacji Najświętszej Marii Panny, przypisywany Mistrzowi Michałowi z Augsburga i jego warsztatowi.
- 1548 – Król Zygmunt I Stary nadal prawa miejskie Ostrowowi Lubelskiemu.
- 1735 – Niedawno przebudowany rzeszowski zamek został poważnie uszkodzony przez pożar.
- 1783 – W Warszawie odbyła się premiera komedii Kulig Józefa Wybickiego
- 1807 – IV koalicja antyfrancuska: zwycięstwo wojsk francuskich nad rosyjskimi w bitwie pod Morągiem – początek kampanii napoleońskiej w Prusach w roku 1807.
- 1831 – Powstanie listopadowe: Sejm ogłosił detronizację Mikołaja I.
- 1873 – Odbyło się ostatnie nabożeństwo w szczecińskiej Starej Synagodze.
- 1898 – Uchwalono program Mazurskiej Partii Ludowej.
- 1915 – I wojna światowa: w bitwie pod Lutowiskami Austriacy (w 30-stopniowym mrozie) rozbili rosyjską kawalerię. W czasie walk wieś została spalona, a wielu jej mieszkańców zginęło lub zostało przez Rosjan wywiezionych na Syberię za sprzyjanie Austriakom.
- 1919 – Powstały Państwowe Zakłady Graficzne, przekształcone 26 maja 1925 w jednoosobową spółkę Skarbu Państwa Polską Wytwórnię Papierów Wartościowych
- 1922 – Arcybiskup Mediolanu kardynał Achille Ratti, były nuncjusz apostolski w Polsce i późniejszy papież Pius XI, został odznaczony Orderem Orła Białego przez Naczelnika Państwa Józefa Piłsudskiego.
- 1930 – Policja zatrzymała Stanisława Cichockiego ps. „Szpicbródka”, udaremniając jednocześnie przygotowywane przez niego włamanie do placówki Banku Polskiego w Częstochowie.
- 1935 – Kordian Józef Zamorski został komendantem głównym Policji Państwowej.
- 1939 – Na zaproszenie ministra spraw zagranicznych Józefa Becka z pierwszą oficjalną wizytą do Warszawy przybył jego niemiecki odpowiednik Joachim von Ribbentrop.
- 1940 – Za zgodą okupacyjnych władz niemieckich w Szczucinie dokonano ekshumacji ciał ofiar zbrodni wojennej popełnionej przez żołnierzy Wehrmachtu 12 września 1939 w gmachu tamtejszej szkoły powszechnej, gdzie spalono żywcem bądź zastrzelono co najmniej 40 polskich jeńców wojennych oraz około 30 cywilnych uchodźców. Później zamordowano tam jeszcze 25 Żydów, sprowadzonych celem pogrzebania zwłok ofiar wcześniejszej masakry. Szczątki pomordowanych zostały następnie pochowane na cmentarzach katolickim i żydowskim.
- 1943 – Powstanie zamojskie: polscy partyzanci stoczyli w nocy na 26 stycznia bitwę z osiedleńcami niemieckimi we wsi Cieszyn, zabijając 160 z nich.
- 1945:
  - Armia Czerwona zajęła miasta: Oborniki, Pniewy, Sztum i Trzebnica.
  - We wsi Kuźnica Żelichowska koło Krzyża Wielkopolskiego oddział Waffen-SS dokonał mordu na 6 włoskich generałach.
- 1950 – Podpisano umowę licencyjną z ZSRR na produkcję samochodu GAZ M-20 Pobieda (FSO Warszawa).
- 1951 – Premiera filmu Pierwszy start w reżyserii Leonarda Buczkowskiego.
- 1954 – Premiera pierwszego kolorowego filmu fabularnego produkcji polskiej Przygoda na Mariensztacie w reżyserii Leonarda Buczkowskiego.
- 1956:
  - Na mocy zarządzenia przewodniczącego Głównego Komitetu Kultury Fizycznej rozpoczęło działalność Przedsiębiorstwo Państwowe Totalizator Sportowy.
  - Premiera filmu historycznego Podhale w ogniu w reżyserii Jana Batorego i Henryka Hechtkopfa.
- 1971 – Edward Gierek podczas spotkania ze stoczniowcami w Gdańsku, kończąc przemówienie zadał słynne pytanie: „Pomożecie?”.
- 1982 – Sejm PRL zatwierdził dekrety Rady Państwa dotyczące wprowadzenia stanu wojennego.
- 2005 – Na antenie TVN24 ukazało się premierowe wydanie programu Szkło kontaktowe.
- 2013 – Ukazało się pierwsze wydanie tygodnika „Do Rzeczy”.

## Wydarzenia na świecie

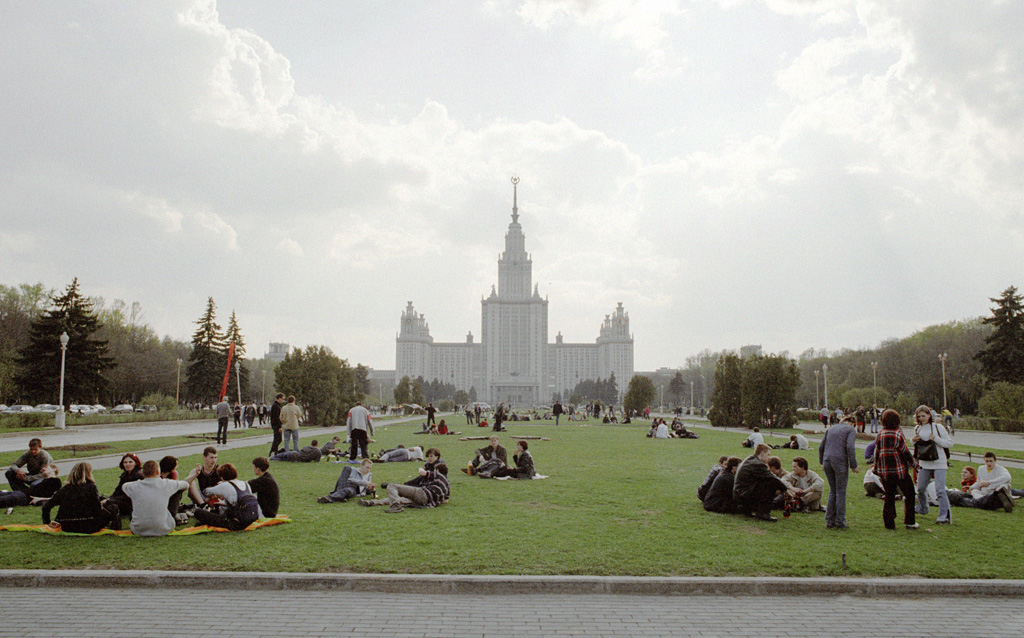
Główny gmach Uniwersytetu Moskiewskiego

- 41 – Klaudiusz został cesarzem rzymskim.
- 750 – Kalif z dynastii Umajjadów Marwan II poniósł klęskę w bitwie nad Wielki Zabem z Abbasydami, którzy przejęli władzę na Bliskim Wschodzie.
- 817 – Paschalis I został papieżem.
- 1077 – Król niemiecki Henryk IV Salicki odbył przed papieżem Grzegorzem VII publiczną pokutę w Kanossie.
- 1153 – Wyprawy krzyżowe: wojska król Jerozolimy Baldwina III rozpoczęły oblężenie Aszkelonu.
- 1204 – Cesarz bizantyński Aleksy IV Angelos został wtrącony do więzienia w wyniku przewrotu pałacowego i 8 lutego zamordowany z rozkazu nowego cesarza Aleksego V Murzuflosa.
- 1260 – Mongołowie pod wodzą Hulagu-chana zdobyli i splądrowali syryjskie miasto Aleppo.
- 1323 – Pierwsza wzmianka o Wilnie.
- 1327 – Edward III został koronowany na króla Anglii.
- 1348 – Trzęsienie ziemi z epicentrum w północnych Włoszech spowodowało zniszczenia w promieniu kilkuset km, m.in. osunięcie południowego stoku góry Dobratsch w Alpach Gailtalskich.
- 1412 – Książę Styrii, Karyntii i Krainy Ernest Żelazny poślubił swoją drugą żonę, księżniczkę mazowiecką Cymbarkę.
- 1479 – W Stambule podpisano układ pokojowy kończący II wojnę wenecko-turecką.
- 1494 – Alfons II został królem Neapolu.
- 1504 – We Florencji Michał Anioł zakończył pracę nad rzeźbą Dawida.
- 1515 – Franciszek I Walezjusz został koronowany w katedrze w Reims na króla Francji.
- 1533 – Król Anglii Henryk VIII Tudor poślubił w tajemnicy swą drugą żonę Annę Boleyn.
- 1554 – Założono São Paulo w Brazylii.
- 1573 – Shingen Takeda pokonał Ieyasu Tokugawę w bitwie pod Mikatagaharą (Japonia).
- 1575 – Założono Luandę, dzisiejszą stolicę Angoli.
- 1600 – Sobór biskupów Rosyjskiego Kościoła Prawosławnego na czele z patriarchą Jowem ogłosił świętym mnicha Korneliusza Komelskiego.
- 1628:
  - Holenderski malarz Johannes van der Beeck został skazany na 20 lat więzienia za niemoralność, herezję i przynależność do różokrzyżowców.
  - Założono miasto Nirgua w Wenezueli.
- 1672 – Spłonął Theatre Royal w londyńskiej dzielnicy Covent Garden.
- 1704 – Wojna królowej Anny: w bitwie pod Ayubale na hiszpańskiej Florydzie angielscy koloniści wraz ze sprzymierzonymi Krikami dokonali masakry Apalaków i wspierającej ich hiszpańskiej kawalerii (25-26 stycznia).
- 1755 – Założono Uniwersytet Moskiewski.
- 1765 – Na Wyspie Saundersa u północno-zachodniego wybrzeża Falklandu Zachodniego została założona pierwsza brytyjska osada Falklandach – Port Egmont.
- 1778 – Wojna o niepodległość Stanów Zjednoczonych: George Washington polecił Tadetuszowi Kościuszce ufortyfikować West Point nad rzeką Hudson.
- 1787 – Rebelia Daniela Shaysa: miał miejsce nieudany atak rebeliantów na wojskowy skład broni w Springfield w Massachusetts.
- 1791 – Parlament brytyjski przyjął ustawę o Kanadzie.
- 1799 – Amerykanin Eliakim Spooner opatentował siewnik rolniczy.
- 1813 – W Fontainebleau cesarz Napoleon Bonaparte zmusił uwięziongo papieża Piusa VII do podpisania nowego konkordatu między Francją a Stolicą Apostolską.
- 1816 – Eugeniusz de Mazenod założył we francuskim Aix-en-Provence Zgromadzenie Misjonarzy Oblatów Maryi Niepokalanej.
- 1817:
  - W Edynburgu ukazało się pierwsze wydanie tygodnika „The Scotsman” (od 1855 roku wydawanego jako dziennik).
  - W Teatro della Valle w Rzymie odbyła się premiera opery komicznej Kopciuszek Gioacchina Rossiniego.
- 1839 – Ustanowiono flagę stanową Teksasu.
- 1842 – Odbył się chrzest przyszłego króla Wielkiej Brytanii Edwarda VII.
- 1845 – Założono miasto Lagoa Vermelha w Brazylii.
- 1858 – W Londynie Wiktoria Koburg, najstarsza córka królowej Wiktorii, poślubiła przyszłego cesarza Niemiec Fryderyka III Hohenzollerna. Podczas uroczystości zabrzmiał wybrany przez pannę młodą Marsz weselny Feliksa Mendelssohna-Bartholdy’ego, dzięki czemu zyskał światową popularność jako muzyka towarzysząca ślubom.
- 1871 – Odbył się ślub Williama McKinleya i Idy Saxton, późniejszej amerykańskiej pary prezydenckiej.
- 1875 – W Teatrze Maryjskim w Petersburgu odbyła się premiera opery Demon Antona Rubinsteina.
- 1879:
  - Ukazało się pierwsze wydanie japońskiego dziennika Asahi Shimbun.
  - Założono Bułgarski Bank Narodowy.
- 1882 – Prawnik Charles J. Guiteau, zabójca prezydenta USA Jamesa A. Garfielda, został skazany na karę śmierci.
- 1890:
  - Amerykańska dziennikarka Nellie Bly zakończyła podróż dookoła świata, w rekordowym czasie 72 dni, 6 godzin, 11 minut i 14 sekund.
  - Założono hiszpański klub piłkarski Sevilla FC.
- 1902 – W Asahikawie na wyspie Hokkaido zanotowano rekordowo niską temperaturę w historii pomiarów w Japonii (–41 °C).
- 1907 – Odbyły się wybory do Reichstagu w których mandaty zdobyło 5 Polaków, m.in. Adam Napieralski i Wojciech Korfanty.
- 1909 – W Dreźnie odbyła się prapremiera opery Elektra Richarda Straussa.
- 1918 – Została rozwiązana węgierska Partia Niepodległości.
- 1924 – Rozpoczęły się I Zimowe Igrzyska Olimpijskie we francuskim Chamonix.
- 1939 – Refik Saydam został premierem Turcji.
- 1940 – Aktor i późniejszy prezydent USA Ronald Reagan poślubił swą pierwszą żonę, aktorkę Jane Wyman.
- 1941 – II wojna chińsko-japońska: w masakrze dokonanej przez japońskich żołnierzy w wiosce Panjiayu w prowincji Hebei zginęło 1230 osób.
- 1942:
  - Bitwa o Atlantyk: na północ od Dunkierki zatonął po wejściu na dwie brytyjskie miny magnetyczne niemiecki niszczyciel „Bruno Heinemann”. Zginęło 93 członków załogi, 234 uratowano, z czego 5 później zmarło.
  - Wojna na Pacyfiku: Tajlandia wypowiedziała wojnę Wielkiej Brytanii i USA.
- 1944 – Florence Li Tim-Oi przyjęła święcenia kapłańskie jako pierwsza kobieta wyświęcona na kapłana w ramach Wspólnoty Anglikańskiej.
- 1945 – Front zachodni: zakończyła się nieudana niemiecka ofensywa w Ardenach.
- 1949:
  - W Izraelu odbyły się wybory do Zgromadzenia Ustawodawczego,które później przekształciło się w pierwszy Kneset.
  - W Los Angeles odbyła się pierwsza ceremonia wręczenia Nagród Emmy.
  - W Moskwie powołano do życia Radę Wzajemnej Pomocy Gospodarczej.
- 1950 – Ustanowiono flagę Korei Południowej.
- 1952 – Po śmierci pierwszego prezydenta Islandii Sveinna Björnssona kompetencje prezydenta przejęli: premier, przewodniczący parlamentu i prezes Sądu Najwyższego.
- 1963 – Premiera horroru Kruk w reżyserii Rogera Cormana.
- 1967 – Leonid Teliga wypłynął z Casablanki w rejs dookoła świata na jachcie Opty.
- 1971:
  - Gen. Idi Amin dokonał wojskowego zamachu stanu i przejął władzę w Ugandzie.
  - W północno-zachodnich Indiach utworzono stan Himachal Pradesh.
- 1975 – Mujibur Rahman został po raz drugi prezydentem Bangladeszu.
- 1979 – Rozpoczęła się 1. podróż apostolska Jana Pawła II do Dominikany, Meksyku i na Bahamy.
- 1980:
  - Abolhasan Banisadr został wybrany na prezydenta Iranu.
  - Wystartowała amerykańska stacja telewizyjna Black Entertainment Television (BET).
- 1981:
  - 52 zakładników zwolnionych po 444 dniach przetrzymywania w amerykańskiej ambasadzie w Teheranie powróciło do kraju.
  - Ok. 150 osób zginęło, a ok. 300 zostało rannych w trzęsieniu ziemi o magnitudzie 6,8 w chińskiej prowincji Syczuan.
  - W Chinach wydano wyroki w procesie tzw. „bandy czworga”.
- 1983 – Papież Jan Paweł II promulgował nowy Kodeks prawa kanonicznego.
- 1985 – Bundestag jednogłośnie potępił nazistowski Trybunał Ludowy.
- 1987 – Rządząca koalicja CDU/CSU-FDP wygrała wybory do zachodnioniemieckiego Bundestagu. Kanclerzem pozostał Helmut Kohl.
- 1988 – Ramsewak Shankar został prezydentem Surinamu.
- 1990 – Kolumbijski Boeing 707 rozbił się z powodu braku paliwa podczas podchodzenia do lądowania w Nowym Jorku, w wyniku czego zginęły 73 osoby, a 85 zostało rannych.
- 1991 – Wojna nad Zatoką Perską: Irakijczycy odkręcili zawory kuwejckich ropociągów z ropą naftową, powodując katastrofę ekologiczną w zatoce.
- 1993:
  - Pakistański emigrant Mir Aimal Kasi ostrzelał samochody przed kwaterą główną CIA w Langley w stanie Wirginia, zabijając 2 i raniąc 3 osoby.
  - Poul Nyrup Rasmussen został premierem Danii.
- 1995:
  - Jacques Santer objął urząd przewodniczącego Komisji Europejskiej.
  - Podczas meczu Premiership Crystal Palace-Manchester United F.C. francuski piłkarz Éric Cantona, schodząc z boiska po otrzymaniu czerwonej kartki, zaatakował jednego z kibiców drużyny gospodarzy.
  - Wystrzelona z północnej Norwegii rakieta z amerykańską sondą badawczą wywołała alarm rosyjskiej obrony antybalistycznej i nieomal doprowadziła do wybuchu III wojny światowej.
- 1998 – Amerykańscy małżonkowie Tom i Eileen Lonerganowie zostali omyłkowo pozostawieni na pełnym morzu przez statek w czasie gdy nurkowali na Wielkiej Rafie Koralowej. Ich ciał nigdy nie odnaleziono. Na podstawie tej historii nakręcono w 2003 roku film Ocean strachu.
- 1999:
  - 1185 osób zginęło w trzęsieniu ziemi w kolumbijskim mieście Armenia.
  - Ukazał się Linux 2.2.
- 2001:
  - Armenia została członkiem Rady Europy.
  - W katastrofie 50-letniego samolotu Douglas DC-3 pod Ciudad Bolívar w Wenezueli zginęły 24 osoby.
- 2002 – Ukrainiec Rusłan Ponomariow został najmłodszym w historii mistrzem świata w szachach.
- 2004 – Micheil Saakaszwili został prezydentem Gruzji.
- 2005 – W wyniku wybuchu paniki w hinduistycznej świątyni Mandher Devi w indyjskim stanie Maharasztra zostało zadeptanych około 300 osób.
- 2006:
  - Hamas wygrał wybory parlamentarne w Autonomii Palestyńskiej, zdobywając 76 na 132 mandaty.
  - Papież Benedykt XVI wydał swą pierwszą encyklikę Deus Caritas est.
  - Su Tseng-chang został premierem Tajwanu.
  - W mieście Meksyk została aresztowana seryjna morderczyni staruszek Juana Barraza Samperio.
- 2009:
  - 62,09% spośród głosujących w referendum obywateli Boliwii opowiedziało się za przyjęciem nowej konstytucji.
  - Siły rządowe zdobyły Mullaitivu, ostatni bastion Tamilskich Tygrysów w północnej Sri Lance.
- 2010:
  - 90 osób zginęło u wybrzeży Libanu w katastrofie etiopskiego Boeinga 737.
  - Iracki wojskowy Ali Hasan al-Madżid („Chemiczny Ali”) został stracony za zbrodnie przeciwko ludzkości i ludobójstwo.
- 2011 – Początek rewolucji w Egipcie.
- 2013 – W zamieszkach w więzieniu w wenezuelskim mieście Barquisimeto zginęło 61 osób, a 120 zostało rannych.
- 2014:
  - André Nzapayeké został premierem Republiki Środkowoafrykańskiej.
  - Euromajdan: prezydent Ukrainy Wiktor Janukowycz zaproponował Arsenijowi Jaceniukowi stanowisko premiera, a Witalijowi Kłyczce wicepremiera i ministra do spraw nauki. Wieczorem opozycja propozycję odrzuciła.
  - Hery Rajaonarimampianina został prezydentem Madagaskaru.
- 2015 – Edgar Lungu został prezydentem Zambii.
- 2017 – Port lotniczy Taszkent otrzymał imię zmarłego we wrześniu poprzedniego roku pierwszego prezydenta Uzbekistanu Isloma Karimova.
- 2019 – W katastrofie tamy w Brumadinho koło Belo Horizonte w Brazylii zginęło lub zaginęło ok. 270 osób.
- 2023:
  - Borjana Krišto została, jako pierwsza kobieta, premierem Bośni i Hercegowiny.
  - Chris Hipkins został premierem Nowej Zelandii.

## Eksploracja kosmosu
- 1983 – Wystrzelono amerykańsko-europejskiego satelitę IRAS, pierwszego przeznaczonego do badań promieniowania podczerwonego.
- 1994 – Wystrzelono amerykańską sondę księżycową Clementine.
- 2004 – Amerykański łazik Opportunity wylądował na Marsie.

## Urodzili się
- 750 – Leon IV Chazar, cesarz bizantyński (zm. 780)
- 1347 – Dorota z Mątowów, niemiecka tercjarka franciszkańska, stygmatyczka (zm. 1394)
- 1424 – Henryk IV, król Kastylii i Leónu (zm. 1474)
- 1477 – Anna Bretońska, księżna Bretanii, królowa Francji (zm. 1514)
- 1493 – Maksymilian Sforza, książę Mediolanu (zm. 1530)
- 1507 – Johannes Oporinus, szwajcarski humanista, drukarz, wydawca (zm. 1568)
- 1509 – Giovanni Girolamo Morone, włoski kardynał (zm. 1580)
- 1526 – Adolf I, książę Holsztynu-Gottorp (zm. 1586)
- 1540 – Edmund Campion, angielski jezuita, męczennik, święty (zm. 1581)
- 1596 – Paweł Franciszek Parisius, polski jezuita, heraldyk (zm. 1667)
- 1597 – Jan Filip, książę Saksonii-Altenburga (zm. 1639)
- 1605 – Joachim Christoffel Benckendorff, niemiecki prawnik, dyplomata brandenburski (zm. 1652)
- 1615 – Govert Flinck, niderlandzki malarz (zm. 1660)
- 1626 – (data chrztu) Jan van de Cappelle, niderlandzki malarz (zm. 1679)
- 1627 – Robert Boyle, irlandzki chemik, fizyk (zm. 1691)
- 1630 – Ludwik VI, landgraf Hesji-Darmstadt (zm. 1678)
- 1634 – Gaspar Fagel, holenderski polityk (zm. 1688)
- 1635 – Daniel Casper von Lohenstein, niemiecki prozaik, poeta (zm. 1683)
- 1662 – Luís da Cunha, portugalski dyplomata, polityk (zm. 1749)
- 1688 – Juraj Jánošík, słowacki zbójnik (zm. 1713)
- 1708 – Pompeo Batoni, włoski malarz (zm. 1787)
- 1719 – Zofia Dorota, księżniczka pruska, księżna Brandenburg-Schwedt (zm. 1765)
- 1731 – August Fryderyk Moszyński, polski hrabia, architekt zieleni, ekonomista, polityk (zm. 1786)
- 1736 – Joseph-Louis Lagrange, francuski matematyk, astronom pochodzenia włoskiego (zm. 1813)
- 1743 – Friedrich Heinrich Jacobi, niemiecki filozof, pisarz (zm. 1819)
- 1746 – Stéphanie Félicité de Genlis, francuska hrabina, pisarka (zm. 1830)
- 1759 – Robert Burns, szkocki poeta (zm. 1796)
- 1762 – Marcus Gjøe Rosenkrantz, norweski polityk, wicekról i premier Norwegii (zm. 1838)
- 1766 – Hans Christoph Ernst von Gagern, niemiecki baron, publicysta, polityk (zm. 1852)
- 1770 – Francis Burdett, brytyjski polityk (zm. 1844)
- 1774 – Antoni Tymoteusz Stadnicki, polski ziemianin, polityk, działacz oświatowy (zm. 1820)
- 1777 – Karoline Jagemann, niemiecka aktorka, śpiewaczka (zm. 1848)
- 1784 – Michał Konarski, polski pedagog, literat (zm. 1861)
- 1790 – Feliks Stefan Szymanowski, polski pułkownik, inżynier, geodeta (zm. 1873)
- 1791 – Feliks Korwin-Szymanowski, polski ziemianin, oficer napoleoński, bankier, wolnomularz (zm. 1867)
- 1794 – Karol Teofil Załuski, polski ziemianin, polityk, dyplomata, uczestnik powstania listopadowego (zm. 1845)
- 1796 – Jacob Laurentius Studach, szwajcarski duchowny katolicki, wikariusz apostolski Szwecji (zm. 1873)
- 1801:
  - Seweryn Gałęzowski, polski lekarz, chirurg, uczestnik powstania listopadowego, działacz społeczno-polityczny (zm. 1878)
  - Wincenty Orzeszkowski, polski duchowny i teolog katolicki, wykładowca akademicki (zm. 1887)
- 1804 – Antoni Edward Odyniec, polski poeta, pamiętnikarz, tłumacz (zm. 1885)
- 1806 – Daniel Maclise, irlandzki malarz (zm. 1870)
- 1812 – William Shanks, brytyjski matematyk amator (zm. 1882)
- 1813 – James Marion Sims, amerykański lekarz, prekursor współczesnej ginekologii (zm. 1883)
- 1816 – Jan Chełmecki, polski duchowny katolicki, działacz niepodległościowy, polityk (zm. 1887)
- 1821 – Henryk Konopka, polski polityk (zm. 1892)
- 1822 – William McDougall, kanadyjski polityk (zm. 1905)
- 1823 – Ludwik Turno, polski geolog (zm. 1899)
- 1824 – Michael Madhusudan Dutt, indyjski poeta, dramaturg (zm. 1873)
- 1830 – Teodor Bogdan Hoff, polski farmaceuta, balneolog (zm. ok. 1908)
- 1831 – Ludwik Młokosiewicz, polski zoolog, botanik, podróżnik, odkrywca (zm. 1909)
- 1832 – Iwan Szyszkin, rosyjski malarz (zm. 1898)
- 1837 – Tessai Tomioka, japoński malarz (zm. 1924)
- 1839 – Józef Wereszczyński, polski ziemianin, adwokat, polityk (zm. 1925)
- 1840 – Ignacy Urbański, polski winogrodnik (zm. 1921)
- 1841 – John Arbuthnot Fisher, brytyjski admirał (zm. 1920)
- 1843:
  - Louis-Xavier de Ricard, francuski prozaik, poeta, dziennikarz (zm. 1911)
  - Hermann Schwarz, niemiecki matematyk (zm. 1921)
- 1844:
  - Jekatierina Brieszko-Brieszkowska, rosyjska rewolucjonistka (zm. 1934)
  - Michał Landy, polski uczeń pochodzenia żydowskiego (zm. 1861)
- 1849:
  - Dietrich Barfurth, niemiecki lekarz, anatom, embriolog (zm. 1927)
  - Matylda Habsburg, arcyksiężniczka austriacka, księżniczka Śląska Cieszyńskiego (zm. 1867)
- 1851:
  - Jan Blockx, belgijski pianista, kompozytor (zm. 1912)
  - Arne Garborg, norweski poeta, dziennikarz, tłumacz (zm. 1924)
  - Petras Vileišis, litewski inzynier, mecenas, działacz społeczno-polityczny (zm. 1926)
- 1854:
  - Temple Gurdon, angielski rugbysta, sędzia i działacz sportowy, prawnik (zm. 1929)
  - Miłosz Kotarbiński, polski malarz, plastyk, rysownik, śpiewak, krytyk literacki, poeta, kompozytor (zm. 1944)
- 1857:
  - Józef Lang, chorwacki duchowny katolicki, biskup pomocniczy zagrzebski, Sługa Boży (zm. 1924)
  - Józef Neumann, polski drukarz, polityk, prezydent Lwowa (zm. 1932)
- 1858 – Kōkichi Mikimoto, japoński naukowiec, hodowca pereł (zm. 1954)
- 1860 – Charles Curtis, amerykański polityk, wiceprezydent USA (zm. 1936)
- 1869:
  - Jan Balicki, polski duchowny katolicki, błogosławiony (zm. 1948)
  - Max Hoffmann, niemiecki generał (zm. 1927)
  - Adam Hurynowicz, białoruski poeta, folklorysta, tłumacz pochodzenia tatarskiego (zm. 1894)
- 1870:
  - Helge von Koch, szwedzki matematyk (zm. 1924)
  - Zygmunt Rozwadowski, polski malarz batalista, scenograf (zm. 1950)
- 1872:
  - Franciszek Mańkowski, polski związkowiec, polityk, poseł na Sejm RP i na Sejm Ustawodawczy (zm. 1948)
  - Mykoła Skrypnyk, ukraiński polityk komunistyczny (zm. 1933)
  - Marian Craig Wentworth, amerykańska poetka, dramatopisarka, sufrażystka (zm. 1942)
- 1873 – Georg Amft, niemiecki nauczyciel, kompozytor, badacz pieśni ludowych (zm. 1937)
- 1874:
  - Emil Göller, niemiecki duchowny i teolog katolicki (zm. 1933)
  - William Somerset Maugham, brytyjski prozaik, dramaturg (zm. 1965)
- 1876:
  - Herbert Eulenberg, niemiecki poeta, prozaik (zm. 1949)
  - William Ellery Leonard, amerykański filolog, literaturoznawca, dramaturg, poeta, tłumacz (zm. 1944)
- 1877 – Jan Tadeusz Lenartowicz, polski dermatolog, wenerolog (zm. 1959)
- 1880:
  - Cecil Alport, południowoafrykański lekarz (zm. 1959)
  - Hugo Betting, niemiecki rugbysta (zm. 1930)
  - Jay Clark, amerykański strzelec sportowy (zm. 1948)
- 1881:
  - Emil Ludwig, niemiecki pisarz (zm. 1948)
  - Stanisław Pilat, polski chemik, wykładowca akademicki (zm. 1941)
- 1882 – Virginia Woolf, brytyjska pisarka, feministka (zm. 1941)
- 1883:
  - Jan Bagieński, polski architekt, wykładowca akademicki (zm. 1967)
  - Wacław Grubiński, polski prozaik, dramaturg, felietonista, recenzent teatralny (zm. 1973)
- 1884:
  - Siemion Ajzensztejn, rosyjski inżynier elektrotechnik, publicysta, emigrant (zm. 1962)
  - Phil Carmichael, australijski rugbysta (zm. 1973)
- 1885:
  - Roy Geiger, amerykański generał (zm. 1947)
  - Stanisław Aleksander Metelski, polski polityk, prezydent Zgierza (zm. 1965)
- 1886:
  - Xhemal Araniti, albański generał, polityk (zm. 1961)
  - Wilhelm Furtwängler, niemiecki kompozytor, dyrygent (zm. 1954)
  - Emil Krukowicz-Przedrzymirski, polski generał dywizji (zm. 1957)
  - Morgan Russell, amerykański malarz (zm. 1953)
- 1887 – Berl Katznelson, rosyjski dziennikarz, polityk pochodzenia żydowskiego (zm. 1944)
- 1888 – Kazimierz Paweł Janczykowski, polski etnograf, geograf (zm. 1972)
- 1890 – Aleksander Stahanowicz, białoruski polityk, poseł na Sejm RP (zm. 1988)
- 1891:
  - William Bullitt, amerykański dyplomata (zm. 1967)
  - Béla von Kehrling, węgierski tenisista (zm. 1937)
- 1892:
  - Kornel Bogotko, polski oficer, kawaler Virtuti Militari (zm. 1960)
  - Jan Gawroński, polski pisarz, polityk, poseł na Sejm RP, dyplomata (zm. 1983)
  - Paweł Gettel, polski działacz społeczny i samorządowy, prezydent Kielc (zm. 1974)
  - Wilhelm Mommsen, niemiecki historyk, wykładowca akademicki (zm. 1966)
  - Takeo Takagi, japoński admirał (zm. 1944)
- 1893:
  - Juliusz Dudziński, polski polityk, poseł na Sejm RP (zm. 1939)
  - Johan Eichfeld, estoński i radziecki biolog, polityk komunistyczny (zm. 1989)
  - Czesław Rydzewski, polski duchowny katolicki, biskup pomocniczy łomżyński (zm. 1951)
  - Louise Weiss, francuska pisarka, dziennikarka, polityk (zm. 1983)
- 1894:
  - Aino Aalto, fińska architekt, projektantka form przemysłowych (zm. 1949)
  - Janko Alexy, słowacki malarz, pisarz (zm. 1970)
  - Aleksander Kierski, polski major piechoty (zm. 1940)
- 1895:
  - Théophile Condemine, francuski pilot wojskowy, as myśliwski (zm. 1981)
  - Eduard Imhof, szwajcarski kartograf, alpinista, podróżnik (zm. 1986)
  - Eleonora Aniela Jóźwik, polska nazaretanka, męczennica, błogosławiona (zm. 1943)
  - Paolo Marella, włoski kardynał, nuncjusz apostolski (zm. 1984)
  - Wiktor Nechay, polski geolog, geograf, pedagog (zm. 1940)
  - Nikołaj Puchow, radziecki generał pułkownik, polityk (zm. 1958)
- 1896 – Zofia Lorentz, polska pisarka (zm. 1980)
- 1897:
  - Romuald Jaworski, polski major kawalerii (zm. 1940)
  - Mieczysław Manek, kapitan saperów Wojska Polskiego, inżynier (zm. 1966)
- 1898:
  - Joachim Wach, niemiecki socjolog, religioznawca, wykładowca akademicki (zm. 1955)
  - Hymie Weiss, amerykański przestępca pochodzenia polskiego (zm. 1926)
- 1899:
  - Sabina Artych, polska działaczka społeczna (zm. 1993)
  - Zygmunt Cardini, polski związkowiec, polityk, poseł na Sejm RP (zm. 1942)
  - Theodor Dosužkov, rosyjsko-czechosłowacki psychiatra, neurolog, psychoanalityk (zm. 1982)
  - Justin McCarthy, amerykański hokeista (zm. 1976)
  - Kazimierz Rutkowski, polski malarz (zm. 1941)
  - Paul-Henri Spaak, belgijski polityk, premier Belgii, przewodniczący EWWiS, przewodniczący Zgromadzenia Ogólnego ONZ, sekretarz generalny NATO (zm. 1972)
- 1900:
  - Theodosius Dobzhansky, amerykański biolog, genetyk, entomolog, wykładowca akademicki pochodzenia ukraińskiego (zm. 1975)
  - Schuyler Enck, amerykański lekkoatleta, średniodystansowiec (zm. 1970)
  - Yōjirō Ishizaka, japoński pisarz (zm. 1986)
- 1901:
  - Martín de Álzaga, argentyński kierowca wyścigowy (zm. 1982)
  - Roman Cycowski, polski śpiewak, aktor pochodzenia żydowskiego (zm. 1998)
  - Mildred Dunnock, amerykańska aktorka (zm. 1991)
  - Wasilij Riazanow, radziecki generał porucznik lotnictwa, polityk (zm. 1951)
- 1902:
  - Jean L’Herminier, francuski komandor, dowódca okrętów podwodnych (zm. 1953)
  - Petyr Panczewski, bułgarski i radziecki dowódca wojskowy, polityk (zm. 1982)
  - Sobir Rahimov, radziecki generał major (zm. 1945)
- 1903 – Franciszek Błoński, polski historyk, działacz społeczny i kulturalno-oświatowy (zm. 1977)
- 1904:
  - Albert De Roocker, belgijski florecista (zm. 1989)
  - Sleepy John Estes, amerykański muzyk i wokalista bluesowy (zm. 1977)
  - Antoni Huebner, polski kompozytor, pedagog muzyczny, publicysta i recenzent muzyczny (zm. 2000)
- 1905:
  - Sava Kovačević, jugosłowiański dowódca partyzancki (zm. 1943)
  - Jerzy Morzycki, polski lekarz bakteriolog-epidemiolog, wykładowca akademicki (zm. 1954)
  - Maurice Roy, kanadyjski duchowny katolicki, arcybiskup Quebecu prymas Kanady, kardynał (zm. 1985)
- 1906:
  - Iwan Dorba, rosyjski emigracyjny działacz polityczny, tłumacz, pisarz, współpracownik sowieckich służb specjalnych (zm. 1998)
  - Grigorij Griszko, radziecki generał major służby intendenckiej, polityk (zm. 1959)
  - Marija Nartachowa, radziecka i jakucka polityk (zm. 1987)
  - Toni Ulmen, niemiecki kierowca wyścigowy (zm. 1976)
- 1907:
  - Ignacy Adamczewski, polski fizyk, wykładowca akademicki (zm. 2000)
  - Hsieh Tung-min, tajwański polityk, wiceprezydent Tajwanu (zm. 2001)
- 1908 – Binem Heller, polsko-izraelski poeta (zm. 1998)
- 1909:
  - Minoru Kitani, japoński gracz go (zm. 1975)
  - Reinhold Münzenberg, niemiecki piłkarz, trener (zm. 1986)
  - Robert Rex, polityk z Niue, premier (zm. 1992)
- 1910:
  - Alf Brodal, norweski anatom (zm. 1988)
  - Henri Louveau, francuski kierowca wyścigowy (zm. 1991)
  - Stefan Themerson, polski prozaik, poeta, eseista, filozof, filmowiec, kompozytor (zm. 1988)
  - Harold Watkinson, brytyjski przedsiębiorca, polityk (zm. 1995)
- 1911:
  - Alexandru Bârlădeanu, rumuński polityk komunistyczny (zm. 1997)
  - Carlo Bo, włoski poeta, krytyk literacki, wykładowca akademicki (zm. 2001)
  - Hugo Kraas, niemiecki SS-Brigadeführer (zm. 1980)
  - Kurt Maetzig, niemiecki aktor, reżyser i scenarzysta filmowy (zm. 2012)
- 1912:
  - Marian Brandys, polski pisarz, reportażysta pochodzenia żydowskiego (zm. 1998)
  - Stanisław Hebanowski, polski reżyser teatralny, tłumacz (zm. 1983)
  - Edmond Leclère, francuski koszykarz (zm. 1986)
- 1913:
  - Huang Hua, chiński dyplomata, polityk, minister spraw zagranicznych (zm. 2010)
  - Witold Lutosławski, polski kompozytor, dyrygent, pianista (zm. 1994)
- 1914:
  - Valeriu Niculescu, rumuński piłkarz (zm. 1986)
  - Edmund Sobkowiak, polski bokser (zm. 1988)
- 1915:
  - Pierre Goubert, francuski historyk (zm. 2012)
  - Wiesław Konrad Osterloff, polski pisarz (zm. 1980)
  - Jan Rojewski, polski pisarz, scenarzysta filmowy (zm. 1982)
  - Zofia Stachurska, polska śpiewaczka operowa (sopran) (zm. 1980)
- 1917:
  - Mieczysław Figarski, polski duchowny katolicki, jezuita (zm. 1992)
  - Jânio Quadros, brazylijski prawnik, polityk, prezydent Brazylii (zm. 1992)
  - Ilya Prigogine, belgijski fizyk, chemik, laureat Nagrody Nobla pochodzenia rosyjskiego (zm. 2003)
  - Krystyna Szczepańska, polska śpiewaczka operowa (mezzosopran) (zm. 1986)
- 1918:
  - Tranquilo Cappozzo, argentyński wioślarz (zm. 2003)
  - Silvio Pedroni, włoski kolarz szosowy (zm. 2003)
  - Kazimierz Regulski, polski pułkownik (zm. 2015)
- 1920:
  - Tatjana Marinienko, radziecka partyzantka (zm. 1942)
  - Paulo José Tavares, portugalski duchowny katolicki, biskup Makau (zm. 1973)
  - Edward Ullendorff, brytyjski historyk, językoznawca pochodzenia żydowskiego (zm. 2011)
- 1921:
  - Josef Holeček, czeski kajakarz, kanadyjkarz (zm. 2005)
  - Stanley Tupper, amerykański polityk (zm. 2006)
- 1922:
  - Vicente Arraya, boliwijski piłkarz, bramkarz, trener (zm. 1992)
  - Luigi Luca Cavalli-Sforza, włoski antropolog, genetyk populacyjny (zm. 2018)
  - Paweł Elsztein, polski dziennikarz, publicysta, tłumacz (zm. 2020)
- 1923:
  - Aleksander Benczak, polski aktor (zm. 2010)
  - Lew Borodulin, rosyjski fotograf (zm. 2018)
  - Krystyna Borowicz, polska aktorka (zm. 2009)
  - Arvid Carlsson, szwedzki neurobiolog, wykładowca akademicki, laureat Nagrody Nobla (zm. 2018)
  - Wiesław Pacek, polski rolnik, Sprawiedliwy wśród Narodów Świata (zm. 1986)
  - Alberto Piccinini, włoski piłkarz, trener (zm. 1972)
  - Kjell Steen-Nilsen, norweski zapaśnik (zm. 2014)
- 1924:
  - Nadieżda Karatajewa, rosyjska aktorka (zm. 2019)
  - Jack Kiefer, amerykański statystyk (zm. 1981)
  - Jusein Mechmedow, bułgarski zapaśnik pochodzenia tureckiego (zm. 2015)
  - Kazimierz Thiel, polski geotechnik, wykładowca akademicki (zm. 2014)
  - Jan Ziembiński, polski prawnik, wykładowca akademicki (zm. 1988)
- 1925:
  - Willy Fitting, szwajcarski szpadzista (zm. 2017)
  - Zdzisław Konicki, polski archiwista, konserwator archiwaliów, regionalista, publicysta (zm. 1999)
  - Henryk Konopacki, polski chemik, polityk, minister przemysłu chemicznego (zm. 2007)
  - Paul Pörtner, niemiecki dramaturg, poeta (zm. 1984)
  - Ri Yong Mu, północnokoreański dowódca wojskowy, polityk (zm. 2022)
  - Matylda Wełna, polska pisarka (zm. 2000)
- 1926:
  - Ignacy Dybała, polski piłkarz (zm. 2016)
  - Jusuf Szahin, egipski reżyser filmowy (zm. 2008)
  - Ted White, amerykański aktor, kaskader (zm. 2022)
  - Jerzy Żelaśkiewicz, polski pułkownik WP, żołnierz AK, działacz konspiracji niepodległościowej w czasie II wojny światowej (zm. 2025)
- 1927:
  - Antônio Carlos Jobim, brazylijski muzyk, wokalista, kompozytor (zm. 1994)
  - Marek Rudnicki, polski grafik, karykaturzysta, ilustrator (zm. 2004)
- 1928:
  - Andrzej Cwojdziński, polski dyrygent, kompozytor (zm. 2022)
  - Robert Stiller, polski pisarz, poliglota, tłumacz (zm. 2016)
  - Eduard Szewardnadze, gruziński polityk, minister spraw zagranicznych ZSRR, prezydent Gruzji (zm. 2014)
- 1929:
  - Michał Giedroyć, polski inżynier konstrukcji lotniczych, publicysta, historyk emigracyjny (zm. 2017)
  - Benny Golson, amerykański saksofonista jazzowy, kompozytor, aranżer (zm. 2024)
  - Anna Guzowska, polska bibliotekarka, publicystka (zm. 1982)
  - Michael Michai Kitbunchu, tajski duchowny katolicki, arcybiskup Bangkoku, kardynał
  - Adalberto Paulo da Silva, brazylijski duchowny katolicki, kapucyn, biskup pomocniczy Fortalezy, biskup Viany (zm. 2025)
  - Edmund Zientara, polski piłkarz, trener, działacz sportowy (zm. 2010)
- 1930:
  - Zbigniew Drozdowski, polski antropolog (zm. 2004)
  - Jean-Pierre Guillon, francuski lekkoatleta, sprinter (zm. 1982)
  - Marta Traba, argentyńska pisarka, historyk (zm. 1983)
  - Jerzy Wasiuczyński, polski aktor (zm. 2012)
  - Jan Weber, polski muzykolog, krytyk muzyczny, dziennikarz (zm. 1992)
- 1931:
  - Günter Biermann, niemiecki polityk (zm. 1997)
  - Federico Edwards, argentyński piłkarz (zm. 2016)
  - Riccardo Filippi, włoski kolarz szosowy (zm. 2015)
  - Joseph Fiorenza, amerykański duchowny katolicki, arcybiskup metropolita Galveston-Houston (zm. 2022)
  - Paavo Haavikko, fiński pisarz (zm. 2008)
  - Dean Jones, amerykański aktor (zm. 2015)
  - Divo Zadi, włoski duchowny katolicki, biskup Civita Castellana (zm. 2021)
- 1932:
  - Nikołaj Anikin, rosyjski biegacz narciarski (zm. 2009)
  - Irena Nadolna-Szatyłowska, polska nauczycielka, sędzia żużlowa (zm. 2024)
  - Mieczysław Wilczek, polski przedsiębiorca, polityk, minister przemysłu (zm. 2014)
- 1933:
  - Corazon Aquino, filipińska polityk, prezydent Filipin (zm. 2009)
  - Mario Cecchini, włoski duchowny katolicki, biskup Fano-Fossombrone-Cagli-Pergola (zm. 2021)
  - Vincent Mojwok Nyiker, sudański duchowny katolicki, biskup Malakal (zm. 2018)
  - Mirosław Perz, polski dyrygent, muzykolog, pedagog (zm. 2023)
- 1935:
  - Conrad Burns, amerykański polityk, senator (zm. 2016)
  - Don Duguid, kanadyjski curler
  - Eugenia Malewska, polska pedagog (zm. 2015)
  - Franco Nenci, włoski bokser (zm. 2020)
  - António Ramalho Eanes, portugalski dowódca wojskowy, polityk, prezydent Portugalii
  - Skënder Sallaku, albański aktor (zm. 2014)
- 1936:
  - Diana Hyland, amerykańska aktorka (zm. 1977)
  - Günter Klass, niemiecki kierowca wyścigowy i rajdowy (zm. 1967)
  - Ashley Mote, brytyjski przedsiębiorca, publicysta, polityk
  - Daniel Schaefer, amerykański polityk (zm. 2006)
- 1937:
  - Jerzy Kostro, polski szachista
  - Bill Pascrell, amerykański polityk (zm. 2024)
  - Ange-Félix Patassé, środkowoafrykański polityk, prezydent Republiki Środkowoafrykańskiej (zm. 2011)
- 1938:
  - Krzysztof Dzikowski, polski autor tekstów piosenek, satyryk
  - Etta James, amerykańska piosenkarka (zm. 2012)
  - Reiji Matsumoto, japoński twórca mang i seriali anime (zm. 2023)
  - Ray Dennis Steckler, amerykański aktor, scenarzysta, reżyser i producent filmowy (zm. 2009)
  - Władimir Wysocki, rosyjski aktor, poeta, bard (zm. 1980)
- 1939:
  - Barbara Baryżewska, polska aktorka (zm. 2019)
  - Carlito Cenzon, filipiński duchowny katolicki, biskup Baguio (zm. 2019)
  - Robert M.W. Dixon, brytyjski językoznawca
  - Tadeusz Kowalski, polski rzeźbiarz, poeta (zm. 2011)
  - Horst Nemec, austriacki piłkarz (zm. 1984)
- 1940:
  - Philip Boyce, irlandzki duchowny katolicki, biskup Raphoe, administrator apostolski Dromore
  - Gianni Danzi, włoski duchowny katolicki, arcybiskup ad personam, prałat Loreto (zm. 2007)
  - Manoel José Dias, brazylijski piłkarz (zm. 2004)
  - Wolfgang Paul, niemiecki piłkarz
  - Jürgen Sundermann, niemiecki piłkarz, trener (zm. 2022)
  - Aleksandras Vasiliauskas, litewski ekonomista, polityk (zm. 2016)
- 1941:
  - Gregory Sierra, amerykański aktor (zm. 2021)
  - Jan Styrna, polski duchowny katolicki, biskup pomocniczy tarnowski, biskup elbląski (zm. 2022)
  - Ja’akow Szefi, izraelski działacz sportowy i społeczny, polityk
  - Ryszard Żyszkowski, polski pilot i kierowca rajdowy (zm. 2020)
- 1942:
  - Eusébio, portugalski piłkarz pochodzenia mozambickiego (zm. 2014)
  - Jens Nygaard Knudsen, duński projektant zabawek (zm. 2020)
  - Ignazio Zambito, włoski duchowny katolicki, biskup Patti
- 1943:
  - Roy Black, niemiecki piosenkarz, aktor (zm. 1991)
  - Tobe Hooper, amerykański reżyser filmowy (zm. 2017)
  - Richard Pearce, amerykański reżyser i producent filmowy
  - Fernando Pérez Royo, hiszpański prawnik, polityk
  - Maurice Risch, francuski aktor
  - Pavel Roman, czechosłowacki łyżwiarz figurowy (zm. 1972)
  - Arnold Schulz, niemiecki siatkarz
  - Andrzej Turski, polski dziennikarz, prezenter telewizyjny i radiowy (zm. 2013)
- 1944:
  - Roger Helmer, brytyjski rolnik, polityk
  - Leonid Kowalow, rosyjski generał pułkownik (zm. 2019)
  - Leigh Taylor-Young, amerykańska aktorka
  - Bernard Tschumi, szwajcarski architekt, pisarz, pedagog
- 1945:
  - Byron Beck, amerykański koszykarz
  - Alain Cribier, francuski kardiolog, profesor nauk medycznych (zm. 2024)
  - Jan Foremny, polski artysta fotograf
  - Sławomir Idziak, polski operator i reżyser filmowy
  - Philippe Ouédraogo, burkiński duchowny katolicki, biskup Ouahigouya, arcybiskup metropolita Wagadugu, kardynał
- 1946:
  - Paul Cremona, maltański duchowny katolicki, dominikanin, arcybiskup Malty (zm. 2025)
  - Wiaczesław Dobrynin, rosyjski piosenkarz, kompozytor (zm. 2024)
- 1947:
  - Jolanta Brzeska, polska działaczka społeczna (zm. 2011)
  - Mirosław Gnieciak, polski szachista, trener
  - Zully Montero, kubańska aktorka
  - Ángel Nieto, hiszpański motocyklista wyścigowy (zm. 2017)
  - Światosław Nowicki, polski filozof, astrolog, pisarz, tłumacz
  - Tostão, brazylijski piłkarz
  - Krešimir Zubak, bośniacki polityk narodowości chorwackiej, prezydent Chorwackiej Republiki Herceg-Bośni, prezydent Federacji Bośni i Hercegowiny
- 1948:
  - Niwatthamrong Boonsongpaisan, tajski przedsiębiorca, polityk, p.o. premiera Tajlandii
  - Hasse Börjes, szwedzki łyżwiarz szybki
  - Hannelore Friedel, niemiecka lekkoatletka, kulomiotka
  - Wojciech Mann, polski dziennikarz muzyczny, prezenter radiowy i telewizyjny, satyryk, aktor, autor tekstów piosenek, pedagog
  - Chalifa ibn Zajid Al Nahajjan, emiracki polityk, prezydent ZEA
- 1949:
  - Janina Frątczak, polska lekkoatletka, kulomiotka (zm. 2013)
  - Roman Krzyżelewski, polski admirał, dowódca Marynarki Wojennej RP
  - Paul Nurse, brytyjski biochemik, laureat Nagrody Nobla
- 1950:
  - Jean-Marc Ayrault, francuski polityk, premier Francji
  - Kazimierz Barczyk, polski prawnik, polityk, poseł na Sejm RP
  - Wiesław Bednarek, polski śpiewak operowy (baryton) (zm. 2024)
- 1951:
  - Raphaël Confiant, martynikański prozaik, eseista
  - Janusz Czapiński, polski psycholog społeczny, wykładowca akademicki
  - Hans-Jürgen Dörner, niemiecki piłkarz, trener (zm. 2022)
  - Richard L. Hanna, amerykański polityk (zm. 2020)
  - Bob McDonald, kanadyjski dziennikarz naukowy
  - Steve Prefontaine, amerykański lekkoatleta, długodystansowiec (zm. 1975)
  - Boris Rösner, czeski aktor (zm. 2006)
  - Mamadou Sakho, senegalski zapaśnik
  - Leonid Tielatnikow, radziecki generał major, dowódca zakładowej straży pożarnej elektrowni atomowej w Czarnobylu (zm. 2004)
  - Bill Viola, amerykański artysta audiowizualny (zm. 2024)
  - Heinz Wosipiwo, niemiecki skoczek narciarski
- 1952:
  - Wiera Bryndziej, ukraińska łyżwiarka szybka
  - Jurij Czesnokow, rosyjski piłkarz (zm. 1999)
  - Henrik Høegh, duński polityk
  - Mike McLeod, brytyjski lekkoatleta, długodystansowiec
  - Whit Stillman, amerykański reżyser i scenarzysta filmowy
  - Lee Strobel, amerykański pisarz i apologeta chrześcijański
  - Peter Tatchell, brytyjski polityk, dziennikarz, obrońca praw człowieka pochodzenia australijskiego
- 1953:
  - Nicolae Botgros, mołdawski skrzypek, dyrygent
  - Dževad Karahasan, bośniacki prozaik, eseista, dramaturg (zm. 2023)
  - Dražen Mužinić, chorwacki piłkarz
  - Dragan Todorović, serbski polityk
- 1954:
  - Wojciech Baranowicz, polski siatkarz
  - Ricardo Bochini, argentyński piłkarz
  - Dawid Grossman, izraelski pisarz
  - Tadeusz Mosz, polski dziennikarz, publicysta ekonomiczny (zm. 2014)
- 1955:
  - Olivier Assayas, francuski reżyser i scenarzysta filmowy
  - Mario Castelnuovo, włoski piosenkarz, gitarzysta
  - Terry Chimes, brytyjski perkusista, członek zespołów: The Clash, The Heartbreakers, Generation X i Black Sabbath
  - Tōru Iwatani, japoński projektant gier komputerowych
  - Kiriakos Mawronikolas, cypryjski lekarz, polityk
  - Jean-Paul Rabier, francuski piłkarz, trener
- 1956:
  - Johnny Cecotto, wenezuelski motocyklista i kierowca wyścigowy pochodzenia włoskiego
  - Piergiuseppe Perazzini, włoski kierowca wyścigowy
- 1957:
  - Eskil Erlandsson, szwedzki polityk
  - Luis Garavito, kolumbijski seryjny morderca, gwałciciel, pedofil (zm. 2023)
  - Andy Harris, amerykański polityk
  - Tadeusz Krzakowski, polski związkowiec, samorządowiec, prezydent Legnicy
- 1958:
  - Eric Abetz, australijski polityk pochodzenia niemieckiego
  - Jürgen Hingsen, niemiecki lekkoatleta, wieloboista
  - Jan de Nijs, holenderski kolarz torowy i szosowy
  - Stanisław Tyczyński, polski przedsiębiorca
  - Peter Watts, kanadyjski pisarz
  - Harti Weirather, austriacki narciarz alpejski
- 1959:
  - Maciej Klima, polski lekarz, polityk, senator RP
  - Toni Servillo, włoski aktor
  - Jeff Thue, kanadyjski zapaśnik
- 1960:
  - Zdzisław Kruszyński, polski malarz, rysownik
  - Søren Hald Møller, duński polityk
  - Kerry Noonan, amerykańska aktorka
- 1961:
  - Miguel M. Abrahão, brazylijski prozaik, dramaturg, historyk
  - Charles Allieu Matthew Campbell, sierraleoński duchowny katolicki, biskup Bo
  - Gian Francesco Giudice, włoski fizyk-teoretyk, kosmolog, wykładowca akademicki
  - Sławomir Skup, polski siatkarz
  - Roger Yuan, amerykański aktor, praktyk sztuk walki, kaskader i choreograf filmowych scen akcji pochodzenia chińskiego
- 1962:
  - Beata Adamczyk, polska lekkoatletka, płotkarka
  - Chris Chelios, amerykański hokeista pochodzenia greckiego
  - Christopher Coppola, amerykański reżyser i producent filmowy
  - Georges Grün, belgijski piłkarz
  - Bruno Martini, francuski piłkarz, bramkarz, trener (zm. 2020)
  - Hendrik Reiher, niemiecki wioślarz, sternik
  - Grzegorz Stencel, polski piłkarz, bramkarz
  - Ryszard Wieczorek, polski piłkarz, trener
- 1963:
  - Ryszard Czarnecki, polski historyk, dziennikarz, działacz sportowy, polityk, poseł na Sejm RP i eurodeputowany
  - Molly Holzschlag, amerykańska informatyk, programistka, pisarka (zm. 2023)
  - Per Johansson, szwedzki pływak
  - Kostek Joriadis, polski muzyk, wokalista, kompozytor pochodzenia greckiego
  - Don Mancini, amerykański reżyser, scenarzysta i producent filmowy pochodzenia włoskiego
  - Piotr Ołowski, polski polityk, wojewoda pomorski
  - Bettina Skrzypczak, polska kompozytorka, muzykolog
  - Bernd Storck, niemiecki piłkarz, trener
- 1964:
  - Ikem Billy, brytyjski lekkoatleta, średniodystansowiec
  - Michał (Filimon), rumuński biskup prawosławny
  - Wasyl Jaducha, ukraiński polityk
  - Stephen Pate, australijski kolarz torowy i szosowy
- 1965:
  - Eric Engstrom, amerykański inżynier oprogramowania (zm. 2020)
  - (lub 22 stycznia) Guðmundur Hrafnkelsson, islandzki piłkarz ręczny, bramkarz
  - Remzi Musaoğlu, turecki zapaśnik
  - Szaj Piron, izraelski polityk
  - Esa Tikkanen, fiński hokeista, trener
- 1966:
  - Tomasz Bąk, polski generał brygady
  - Veronika Bilgeri, niemiecka saneczkarka
  - Jan Bolland, amerykańska kolarka szosowa i przełajowa
  - Chet Culver, amerykański polityk
  - Gao Hongbo, chiński piłkarz, trener
  - Michał (Gabriczidze), gruziński biskup prawosławny
  - Janos Joanu, cypryjski piłkarz, trener i działacz piłkarski
  - Patrik Liljestrand, szwedzki piłkarz ręczny, trener
  - Kristina Mundt, niemiecka wioślarka
  - Bruce Murray, amerykański piłkarz
  - Jacek Włosowicz, polski samorządowiec, polityk, senator RP i eurodeputowany
- 1967:
  - David Ginola, francuski piłkarz
  - Václav Němeček, czeski piłkarz
  - Nicole Uphoff, niemiecka jeźdźczyni sportowa
  - Voltaire, amerykański muzyk, pisarz, autor komiksów, designer pochodzenia kubańskiego
- 1968:
  - Hanna Horyd, polska lekkoatletka, skoczkini w dal
  - Jie Schöpp, niemiecka tenisistka stołowa pochodzenia chińskiego
  - Matthias Wahls, niemiecki szachista, pokerzysta
- 1969:
  - Gao Jun, chińsko-amerykańska tenisistka stołowa
  - Tue Madsen, duński muzyk, kompozytor, multiinstrumentalista, producent muzyczny
  - Maria Makowska, polska piłkarka
  - Mikołaj Mikołajczyk, polski tancerz, choreograf
  - Siergiej Owczinnikow, rosyjski siatkarz, trener (zm. 2012)
  - Richard Petruška, słowacki koszykarz
  - Sandra Temporelli, francuska kolarka górska i przełajowa
- 1970:
  - Steinar Adolfsson, islandzki piłkarz
  - Rune Djurhuus, norweski szachista
  - Rafael Lozano, hiszpański bokser
  - Elien Meijer, holenderska wioślarka
  - Chris Mills, amerykański koszykarz
  - Tibor Rafael, słowacki bokser (zm. 2014)
  - Daniel Volk, niemiecki polityk
  - Tomasz Wontor, polski samorządowiec, wicemarszałek województwa lubuskiego
- 1971:
  - Brett Aitken, australijski kolarz torowy i szosowy
  - Luca Badoer, włoski kierowca wyścigowy
  - Philip Coppens, belgijski dziennikarz śledczy (zm. 2012)
  - David Dedek, słoweński trener koszykarski
  - Georges Gilkinet, belgijski i waloński polityk
  - Kpassagnon Gneto, iworyjski piłkarz
  - Ana Ortiz, amerykańska aktorka pochodzenia portorykańskiego
- 1972:
  - Chantal Andere, meksykańska aktorka, piosenkarka
  - Agnieszka Krukowska, polska lekkoatletka, oszczepniczka
  - Danuta Marczyk, polska lekkoatletka, biegaczka długodystansowa
  - Justyna Pochanke, polska dziennikarka i prezenterka telewizyjna
  - Silke Rottenberg, niemiecka piłkarka, bramkarka
  - Iwona Stasiak, polska lekkoatletka, biegaczka średniodystansowa
  - Shinji Takehara, japoński bokser
- 1973:
  - Nagore Gabellanes, hiszpańska hokeistka na trawie
  - Geoff Johns, amerykański scenarzysta komiksowy, producent filmowy i telewizyjny
  - Tony Laureano, amerykański perkusista pochodzenia portorykańskiego
  - Philipp Laux, niemiecki piłkarz, bramkarz
  - Irina Łaszko, rosyjska i australijska skoczkini do wody
  - Matt Phillips, amerykański aktor
  - Elsbeth van Rooij-Vink, holenderska kolarka górska, szosowa i przełajowa
- 1974:
  - Adam Bousdoukos, niemiecki aktor, scenarzysta filmowy i telewizyjny pochodzenia greckiego
  - Jacek Chańko, polski piłkarz
  - Nuno Espírito Santo, portugalski piłkarz, bramkarz
  - Emily Haines, kanadyjska piosenkarka, autorka tekstów pochodzenia indyjskiego
- 1975:
  - Joanna Badacz, polska biathlonistka, działaczka sportowa
  - Gregor Cankar, słoweński lekkoatleta, skoczek w dal
  - Mia Kirshner, kanadyjska aktorka
  - Martin Laciga, szwajcarski siatkarz plażowy (zm. 2023)
  - Tim Montgomery, amerykański lekkoatleta, sprinter
  - Piotr Protasiewicz, polski żużlowiec
  - Mariusz Staszewski, polski żużlowiec
  - Aleksy (Szpakow), ukraiński biskup prawosławny
  - Michaela Taupe-Traer, austriacka wioślarka
- 1976:
  - Mário Haberfeld, brazylijski kierowca wyścigowy
  - Kerstin Kowalski, niemiecka wioślarka
  - Manja Kowalski, niemiecka wioślarka
  - Dimitris Nalidzis, grecki piłkarz
  - Jacob Nettey, ghański piłkarz
  - Manuel Pablo, hiszpański piłkarz
  - Anita Sokołowska, polska aktorka
  - Laura Vasiliu, rumuńska aktorka
  - Natarsha Williams, australijska kolarka BMX
- 1977:
  - Jill Bakken, amerykańska bobsleistka
  - Michael Brown, angielski piłkarz
  - Lidia Chojecka, polska lekkoatletka, biegaczka średnio- i długodystansowa
  - Kałojan Karadżinow, bułgarski piłkarz
  - Merja Kyllönen, fińska polityk
  - Tomasz Michalak, polski koszykarz, trener
  - Brandi Quinones, amerykańska modelka pochodzenia portorykańskiego
  - Luke Roberts, australijski kolarz szosowy i torowy
  - Hatem Trabelsi, tunezyjski piłkarz
- 1978:
  - Paweł Barański, polski poeta
  - Claiton, brazylijski piłkarz
  - Ahmet Dursun, turecki piłkarz
  - Ołeksandr Gołoszczapow, ukraiński szachista, trener
  - Rościsław (Gont), słowacki biskup prawosławny
  - Charlene Grimaldi, południowoafrykańska pływaczka, modelka, księżna Monako
  - Agnieszka Grochowicz, polska wokalistka, kompozytorka, poetka
  - Dienis Mieńszow, rosyjski kolarz szosowy
  - Robin Nelisse, holenderski piłkarz
  - Manfred Pranger, austriacki narciarz alpejski
  - Jason Roberts, grenadyjski piłkarz
  - Lila Tretikov, amerykańska informatyk, menedżerka pochodzenia rosyjskiego
  - Wołodymyr Zełenski, ukraiński satyryk, aktor, scenarzysta i producent filmowy, polityk, prezydent Ukrainy pochodzenia żydowskiego
  - Andrija Zlatić, serbski strzelec sportowy
  - Agata Zubel, polska kompozytorka, śpiewaczka, pedagog
- 1979:
  - Michaela Badinková, słowacka aktorka
  - Ondřej Dostál, czeski prawnik, wykładowca akademicki, polityk, eurodeputowany
  - José Figueras, hiszpański piłkarz, bramkarz
  - Uakazuwaka Kazombiaze, namibijski rugbysta
  - Christine Lakin, amerykańska aktorka
  - Daniel Mallo, hiszpański piłkarz, piłkarz
  - Pi Hongyan, francuska badmintonistka pochodzenia chińskiego
  - Manu Sánchez, hiszpański piłkarz
  - Luigi Scala, włoski wioślarz
  - Dmytro Semoczko, ukraiński piłkarz
  - Lauri Tuohimaa, fiński gitarzysta, członek zespołów Charon i Embraze
- 1980:
  - Paulo Assunção, brazylijski piłkarz
  - Christian Baptiste, trynidadzko-tobagijski piłkarz
  - David Dorůžka, czeski gitarzysta i kompozytor jazzowy
  - Filip Dylewicz, polski koszykarz
  - Alli Mauzey, amerykańska aktorka, piosenkarka
  - Michelle McCool, amerykańska wrestlerka
  - Christian Olsson, szwedzki lekkoatleta, trójskoczek
  - Grégory Pujol, francuski piłkarz
  - Marcin Rój, polski aktor
  - Władimir Smorczkow, rosyjski sztangista
  - Magdalena Szczepańska, polska lekkoatletka, wieloboistka
  - Efstatios Tawlaridis, grecki piłkarz
  - Xavi, hiszpański piłkarz
- 1981:
  - Brygida Frosztęga-Kmiecik, polska scenarzystka, reżyserka, dziennikarka (zm. 2014)
  - Francis Jeffers, angielski piłkarz
  - Alicia Keys, amerykańska piosenkarka, autorka tekstów, kompozytorka
  - Tim Kruger, niemiecki aktor i model pornograficzny (zm. 2025)
  - Artur Moraes, brazylijski piłkarz, bramkarz
  - Clara Morgane, francuska prezenterka telewizyjna, piosenkarka, aktorka erotyczna
  - Alex Partridge, brytyjski wioślarz
  - Toše Proeski, macedoński piosenkarz (zm. 2007)
  - Bianca Rech, niemiecka piłkarka
  - Yoshihiro Satō, japoński kick-boxer
  - Masud Zaghdan, algierski zapaśnik
- 1982:
  - Alejandro Argüello, meksykański piłkarz
  - Melissa Buhl, amerykańska kolarka górska
  - Vytautas Gapšys, litewski prawnik, polityk
  - Patrik Ingelsten, szwedzki piłkarz
  - Luisa Kiala, angolska piłkarka ręczna
  - Noemi, włoska piosenkarka
  - Shō Sakurai, japoński wokalista, członek boysbandu Arashi
  - Maksim Szabalin, rosyjski łyżwiarz figurowy
  - Jody Viviani, francuski piłkarz, bramkarz
- 1983:
  - Ivana Brkljačić, chorwacka lekkoatletka, młociarka
  - Yasuyuki Konno, japoński piłkarz
  - Josh Powell, amerykański koszykarz
- 1984:
  - Ondřej Hotárek, czeski łyżwiarz figurowy
  - Brice Jovial, gwadelupski piłkarz
  - Stefan Kießling, niemiecki piłkarz
  - Joanna Lech, polska pisarka, poetka
  - Robinho, brazylijski piłkarz
  - Adrian Salus, polski prawnik, radca prawny, sędzia Trybunału Stanu
  - VNM, polski raper
- 1985:
  - Valentin Calafeteanu, rumuński rugbysta
  - Brent Celek, amerykański futbolista
  - Kim Jae-bum, południowokoreański judoka
  - Dominika Nowakowska, polska lekkoatletka, biegaczka średnio- i długodystansowa
  - Marco Parolo, włoski piłkarz
  - Jakub Strzelecki, polski aktor
  - Michael Trevino, amerykański aktor
- 1986:
  - Feis, holenderski raper pochodzenia marokańskiego (zm. 2019)
  - Sophie Hosking, brytyjska wioślarka
  - Paweł Jabłoński, polski prawnik, urzędnik państwowy
  - Brian McClellan(inne języki), amerykański pisarz
  - Mohamed Ali Nafkha, tunezyjski piłkarz
  - Aleksandra Sosnowska, polska piłkarka
- 1987:
  - Hafsia Herzi, francuska aktorka pochodzenia tunezyjsko-algierskiego
  - Nurdan Karagöz, turecka sztangistka
  - Marija Kirilenko, rosyjska tenisistka
  - Daniel Larsson, szwedzki piłkarz
  - Youssuf Mulumbu, kongijski piłkarz
  - Jizelle Salandy, trynidadzko-tobagijska pięściarka (zm. 2009)
- 1988:
  - Diego Arismendi, urugwajski piłkarz
  - Tina Dietze, niemiecka kajakarka
  - Tatiana Golovin, francuska tenisistka pochodzenia rosyjskiego
  - Natalia Madaj, polska wioślarka
- 1989:
  - Murad Hüseynov, azerski piłkarz pochodzenia rosyjskiego
  - Damian Mielewczyk, polski bokser
  - Víctor Ruiz, hiszpański piłkarz
  - Marcelina Zawadzka, polska prezenterka telewizyjna, aktorka, modelka, zdobywczyni tytułu Miss Polonia
- 1990:
  - Alona Dubicka, białoruska lekkoatletka, kulomiotka
  - Ivna Franco Marra, brazylijska siatkarka
  - Miho Imano, japońska lekkoatletka, tyczkarka
  - Marco Koch, niemiecki pływak
  - Bobana Momčilović Veličković, serbska strzelczyni sportowa (zm. 2020)
  - Patrick Richard, amerykański koszykarz
- 1991:
  - Nina Coolman, belgijska siatkarka
  - Wojciech Fraś, polski koszykarz
  - Ahmad Hidżazi, egipski piłkarz
- 1992:
  - Władimir Borodulin, rosyjski żużlowiec
  - Gilbert Kaze, burundijski piłkarz
  - Meighan Simmons, amerykańska koszykarka
- 1993:
  - Tomasz Byrt, polski skoczek narciarski
  - Kasper Larsen, duński piłkarz
  - Pawieł Mogilewiec, rosyjski piłkarz
  - Toma Nikiforov, belgijski judoka pochodzenia bułgarskiego
- 1994:
  - Rainui Aroita, tahitański piłkarz
  - Korneliusz Banach, polski siatkarz
  - Dominika Bielecka, polska biathlonistka
  - Lee Chun Hei, hongkoński badmintonista
  - Richard Mbulu, malawijski piłkarz
  - Bartosz Tyszkowski, polski lekkoatleta, paraolimpijczyk
  - Robin Yalçın, niemiecki piłkarz pochodzenia tureckiego
- 1995:
  - Benjamin Bok, holenderski szachista
  - Yorgelis Rodríguez, kubańska lekkoatletka, wieloboistka
- 1996:
  - Chase Gasper, amerykański piłkarz
  - Calum Hood(inne języki), australijski wokalista, basista, członek zespołu 5 Seconds of Summer
  - Michael Humphrey, amerykański koszykarz
  - Adama Traoré, hiszpański piłkarz pochodzenia malijskiego
- 1997:
  - Norman Anderson, belizeński piłkarz
  - Radosław Gil, polski siatkarz
  - Noah Hanifin, amerykański hokeista
  - Danyło Kuczer, ukraiński piłkarz, bramkarz
- 1998:
  - Michael Härtel, niemiecki żużlowiec
  - Jamal Lewis, północnoirlandzki piłkarz
- 1999:
  - Aleksandra Butlewska, polska judoczka
  - Adzo Kpossi, togijska pływaczka
  - Przemysław Kuźkow, polski koszykarz
  - Kadi Sissoko, francuska koszykarka
- 2000:
  - Cedric Abossolo, kameruński zapaśnik
  - Karol Czubak, polski piłkarz
  - Remco Evenepoel, belgijski kolarz szosowy
  - Suzuka Hasegawa, japońska pływaczka
  - Marie Le Net, francuska kolarka torowa
  - Marica Perišić, serbska judoczka
  - Rhuan, brazylijski piłkarz
  - Rhyan White, amerykańska pływaczka
  - Diana Zolotuchina, gruzińska lekkoatletka, tyczkarka
- 2001:
  - Elisabetta Cocciaretto, włoska tenisistka
  - Michela Pace, maltańska piosenkarka
- 2002:
  - Lil Mosey, amerykański raper, piosenkarz, autor tekstów
  - Rafael Núñez, dominikański piłkarz
- 2003 – Achmied Tażudinow, rosyjski i bahrajński zapaśnik

## Zmarli
- 477 – Genzeryk, król Wandalów (ur. ok. 390)
- 676 – Projektus, frankoński duchowny katolicki, biskup Clermont, męczennik. święty (ur. 628)
- 844 – Grzegorz IV, papież (ur. ?)
- 1067 – Yingzong, cesarz Chin (ur. 1032)
- 1138 – Anaklet II, antypapież (ur. ?)
- 1139 – Gotfryd VI Brodaty, książę Dolnej Lotaryngii i landgraf Brabancji (jako Gotfryd I) (ur. ok. 1060)
- 1366 – Henryk Suzon, niemiecki dominikanin, błogosławiony (ur. 1295 lub 97)
- 1397 – Ruprecht Pipan, książę Palatynatu (ur. 1375)
- 1431:
  - Richard Fleming, angielski duchowny katolicki, biskup Lincoln (ur. ok. 1360 lub 1385)
  - Karol II, książę Lotaryngii (ur. 1364)
- 1494:
  - Ferdynand I, król Neapolu (ur. 1423)
  - Archaniela Girlani, włoska karmelitanka, błogosławiona (ur. 1460)
- 1543 – Aleksy Thurzon, węgierski arystokrata, polityk (ur. 1490)
- 1559 – Chrystian II Oldenburg, król Danii, Norwegii i Szwecji (ur. 1481)
- 1578 – Mihrimah, córka sułtana Sulejmana Wspaniałgo i Roksolany (ur. 1522)
- 1586 – Lucas Cranach (młodszy), niemiecki malarz (ur. 1515)
- 1591 – Jan Rokyta, czeski duchowny Jednoty braci czeskich działający w Polsce (ur. ?)
- 1595 – Piotr Kostka, polski duchowny katolicki, biskup chełmiński, kanonik krakowski i warmiński (ur. ?)
- 1603 – Francesco Zirano, włoski franciszkanin, męczennik, błogosławiony (ur. 1564)
- 1632 – Abraham Janssens, flamandzki malarz (ur. 1575)
- 1639 – Marcin Teofil Polak, polski malarz (ur. ok. 1570)
- 1640 – Robert Burton, angielski humanista, pisarz (ur. 1577)
- 1649 – Jakub Papenkowic, polski teolog, rektor Akademii Krakowskiej (ur. ok. 1582)
- 1650 – Adam Hieronim Sieniawski, polski ziemianin, polityk, pisarz polny koronny (ur. 1623/24)
- 1681 – Stanisław Warszycki, polski ziemianin, polityk (ur. 1599)
- 1697 – Jakob Breyne, niemiecki kupiec, botanik (ur. 1637)
- 1712:
  - Heinrich Wilhelm Ludolf, niemiecki filolog (ur. 1655)
  - Karl Nieroth, szwedzko-fiński dowódca wojskowy, polityk (ur. ok. 1650)
- 1726 – Guillaume Delisle, francuski geograf, kartograf (ur. 1675)
- 1739 – Berthold Dietmayr, austriacki benedyktyn (ur. 1670)
- 1742 – Edmond Halley, brytyjski matematyk, astronom (ur. 1656)
- 1760 – Joanna Magdalena Sachsen-Weißenfels, księżna Kurlandii i Semigalii (ur. 1708)
- 1762 – Adam Kołaczkowski, polski szlachcic, polityk (ur. ?)
- 1775 – Ignacy Ogiński, marszałek wielki litewski, kasztelan wileński, marszałek nadworny litewski, oboźny wielki litewski, marszałek Trybunału Głównego Wielkiego Księstwa Litewskiego, dyplomata (ur. ok. 1698)
- 1790 – Giusto Fernando Tenducci, włoski śpiewak operowy, kastrat, kompozytor (ur. ok. 1736)
- 1796 – Jeffrey Watson, brytyjski zegarmistrz, fizyk teoretyk (ur. 1722)
- 1805 – Teodozy Rostocki, polski duchowny greckokatolicki, bazylianin, biskup chełmski, metropolita kijowski, archimandryta dermański, członek konfederacji targowickiej (ur. 1727)
- 1807 – Roman von Anrep, rosyjski generał (ur. 1760)
- 1808 – Stanisław Żarnowiecki, polski duchowny katolicki, biskup pomocniczy poznański (ur. 1741)
- 1821 – Maciej Kamieński, polski kompozytor (ur. 1734)
- 1830 – George Tierney, brytyjski polityk (ur. 1761)
- 1831 – Jan Hiż, polski podpułkownik (ur. 1784)
- 1838 – Antoni Darewski, polski generał brygady (ur. 1774)
- 1841 – Mary Bailey Smith, amerykańska działaczka mormońska (ur. 1808)
- 1844:
  - Jean-Baptiste Drouet d’Erlon, francuski generał, marszałek Francji (ur. 1765)
  - Alojzy Landes, polski jezuita (ur. 1767)
- 1847 – Stanisław Dulfus, polski baron, pułkownik (ur. 1762)
- 1849:
  - Elias Parish Alvars, brytyjski kompozytor, harfista (ur. 1808)
  - Filippo Paulucci, włoski generał, polityk (ur. 1779)
- 1852 – Fabian Bellingshausen, rosyjski żeglarz, badacz Antarktydy pochodzenia niemieckiego (ur. 1778)
- 1856 – Agnieszka Cao Guiying, chińska męczennica i święta katolicka (ur. 1821)
- 1858 – Wiktor Kozłowski, polski leśnik, kapitan, uczestnik powstania listopadowego (ur. 1791)
- 1869 – Jacques-Léon Thomine-Desmazures, francuski duchowny katolicki, misjonarz, wikariusz apostolski Lhasy (ur. 1804)
- 1870:
  - David Bates, amerykański poeta (ur. 1809)
  - Charles Henry Darling, brytyjski wojskowy, administrator kolonialny (ur. 1809)
- 1872 – Richard Ewell, amerykański generał konfederacki (ur. 1817)
- 1878 – Włodzimierz Górski, polski dziennikarz, publicysta, tłumacz (ur. ok. 1824)
- 1880 – Jacob Augustus Lockhart Clarke, brytyjski neurolog, histolog, anatom, fizjolog (ur. 1817)
- 1881 – Teodor Tripplin, polski lekarz, podróżnik, pisarz, uczestnik powstania listopadowego, działacz emigracyjny pochodzenia francuskiego (ur. 1812)
- 1882 – Konstanty Sulikowski, polski aktor, dyrektor teatrów (ur. 1827)
- 1884:
  - Johann Gottfried Piefke, niemiecki kompozytor (ur. 1817)
  - Francis Seymour, brytyjski arystokrata, polityk (ur. 1812)
- 1886 – Arnold von Lasaulx, niemiecki geolog, mineralog, wykładowca akademicki (ur. 1839)
- 1888 – Karol Tulszycki, polski farmaceuta, działacz społeczny, żołnierz Legionów Polskich na Węgrzech, uczestnik powstania styczniowego (ur. 1832)
- 1889 – Felicja Boberska, polska publicystka, pedagog (ur. 1825)
- 1890:
  - Jan Buzek, polski nauczyciel, młynarz, działacz społeczny (ur. 1832)
  - Antonio Salviati, włoski prawnik, przedsiębiorca (ur. 1816)
- 1891 – Theo van Gogh, holenderski marszand (ur. 1857)
- 1892:
  - Konstanty Romanow, wielki książę Rosji, generał, namiestnik i prezes Rady Stanu Królestwa Kongresowego (ur. 1827)
  - Ludwika Wilhelmina Wittelsbach, księżniczka i księżna bawarska (ur. 1808)
- 1895 – Maksymilian Landesberger, austriacki prawnik, adwokat, polityk pochodzenia żydowskiego (ur. 1818)
- 1896:
  - Frederic Leighton, brytyjski malarz, rzeźbiarz (ur. 1830)
  - Vicente Palmaroli, hiszpański malarz, rytownik (ur. 1834)
- 1897 – Jan Zeh, polski przedsiębiorca naftowy (ur. 1817)
- 1901 – Sebastiano Galeati, włoski duchowny katolicki, arcybiskup Rawenny, kardynał (ur. 1822)
- 1906 – Pierre-Lambert Goossens, belgijski duchowny katolicki, arcybiskup Mechelen i prymas Belgii (ur. 1827)
- 1907:
  - Michał Kirkor, polski lekarz, taternik (ur. 1871)
  - Oskar Meister, niemiecki organista i dyrygent (ur. 1846)[3]
  - René Pottier, francuski kolarz szosowy (ur. 1879)
- 1908 – Michaił Czigorin, rosyjski szachista (ur. 1850)
- 1909 – Emanuel Domingo y Sol, hiszpański duchowny katolicki, błogosławiony (ur. 1836)
- 1911:
  - Mieczysław Brzeziński, polski działacz ludowy, społeczny i oświatowy, publicysta, wydawca, przyrodnik (ur. 1858)
  - Sugako Kanno, japońska dziennikarka, anarchistka, feministka (ur. 1881)
- 1912 – Moritz Jastrowitz, niemiecki neurolog, psychiatra, radiolog, internista (ur. 1839)
- 1917 – Aleksander Chomątowski, rosyjski polityk pochodzenia polskiego (ur. 1858)
- 1918 – Johann Flögel, niemiecki prawnik, przyrodnik-amator (ur. 1834)
- 1920 – Stanisław Szalay, polski fotograf, publicysta (ur. 1867)
- 1921 – Rodolfo Caroli, włoski duchowny katolicki, biskup Cenedy, nuncjusz apostolski (ur. 1869)
- 1923:
  - Amalia Eriksson, szwedzka piekarka, cukierniczka (ur. 1824)
  - Aleksja (Plaszkiewicz), rosyjska mniszka prawosławna (ur. 1847)
- 1924 – Marcin Przewrocki, polski samorządowiec, polityk, poseł na Sejm Ustawodawczy i Sejm RP (ur. 1877)
- 1925:
  - Stanisław Bednarski, polski podporucznik (ur. 1884)
  - Adolf Thiele, niemiecki polityk (ur. 1853)
- 1926 – Stanisław Majerski, polski architekt (ur. 1872)
- 1927 – Iwan Milew, bułgarski malarz, scenograf (ur. 1897)
- 1929:
  - Wincenty Bogucki, polsko-rosyjski lekarz, polityk (ur. 1871)
  - Jakow Goldblatt, rosyjski malarz, pedagog pochodzenia żydowskiego (ur. 1860)
- 1932:
  - Maximilian von Frey, austriacko-niemiecki fizjolog (ur. 1852)
  - Józef Kiedroń, polski inżynier górnik, polityk, minister przemysłu i handlu (ur. 1879)
  - Pēteris Stučka, łotewski polityk komunistyczny (ur. 1865)
- 1936 – Antoni Sempołowski, polski agronom (ur. 1847)
- 1938:
  - Abdurachim Chodżybajew, radziecki i tadżycki polityk (ur. 1900)
  - Tamasz Hryb, białoruski historyk, archiwista, polityk (ur. 1895)
  - Jewgienij Poliwanow, rosyjski językoznawca, turkolog, japonista, poliglota, wykładowca akademicki (ur. 1891)
- 1939:
  - Wendelin Dziubek polski działacz niepodległościowy, twórca i dowódca Legii Spisko-Orawskiej oraz Tajnej Organizacji Wojskowej (ur. 1897)
  - David Gould, szkocki sędzia i trener piłkarski (ur. 1873)
- 1940:
  - Aleksandr Orłow, radziecki komdiw, szef Razwiedupru (ur. 1898)
  - Aleksandr Radziwiłowski, radziecki major bezpieczeństwa państwowego pochodzenia żydowskiego (ur. 1904)
  - John Rand, amerykański aktor, reżyser filmowy (ur. 1871)
  - Siemion Żukowski, radziecki funkcjonariusz służb specjalnych, polityk pochodzenia żydowskiego (ur. 1896)
- 1941:
  - Timuhha Hvedĕrĕ, czuwaski językoznawca (ur. 1887)
  - Caspar Klein, niemiecki duchowny katolicki, arcybiskup Paderborn (ur. 1865)
- 1942 – Ahatanheł Krymski, ukraiński literaturoznawca, etnolog, historyk, poeta, tłumacz, działacz społeczny, poliglota, wykładowca akademicki pochodzenia tatarskiego (ur. 1871)
- 1943:
  - Jadwiga Dylik, polska nauczycielka, harcmistrzyni, działaczka polskiego podziemia (ur. 1915)[4]
  - Jan Karcz, polski pułkownik dyplomowany kawalerii (ur. 1892)
- 1944 – Teresa Grillo Michel, włoska zakonnica, błogosławiona (ur. 1855)
- 1945:
  - Antoni Świadek, polski duchowny katolicki, męczennik, błogosławiony (ur. 1909)
  - Konstantin Umanski, radziecki dyplomata (ur. 1902)
- 1947 – Al Capone, amerykański gangster pochodzenia włoskiego (ur. 1899)
- 1948 – Mieczysław Limanowski, polski geolog, reżyser, kierownik literacki teatru (ur. 1876)
- 1949 – Nobuaki Makino, japoński dyplomata, polityk (ur. 1861)
- 1951:
  - Kiyoshi Shiga, japoński lekarz, bakteriolog (ur. 1871)
  - Kazimierz Tyszka, polski inżynier, polityk, minister kolei żelaznych (ur. 1873)
  - Siergiej Wawiłow, rosyjski fizyk, wykładowca akademicki (ur. 1891)
- 1952:
  - Sveinn Björnsson, islandzki polityk, regent i pierwszy prezydent Islandii (ur. 1881)
  - Polly Moran, amerykańska aktorka (ur. 1883)
- 1953 – Atanazy, indyjski duchowny Syryjskiego Kościoła Ortodoksyjnego, metropolita Malankary (ur. 1869)
- 1954:
  - Damjan Wełczew, bułgarski generał pułkownik, polityk (ur. 1883)
  - Stefan Witkowski, polski generał brygady, działacz sportowy (ur. 1873)
- 1956:
  - Ivan Bratt, szwedzki lekarz, polityk (ur. 1878)
  - Filipp Gorielenko, radziecki generał pułkownik (ur. 1888)
- 1957:
  - Wiktor Łukomski, polski laryngolog, wykładowca akademicki (ur. 1902)
  - Franciszek Maria Wittelsbach, książę Bawarii, generał major armii cesarskiej (ur. 1875)
- 1960:
  - Rutland Boughton, brytyjski kompozytor, pisarz muzyczny (ur. 1878)
  - Beno Gutenberg, niemiecki sejsmolog, wykładowca akademicki (ur. 1889)
  - Franciszek Przewirski, polski inżynier, wykładowca akademicki (ur. 1888)
- 1961 – Nadieżda Udalcowa, rosyjska artystka awangardowa (ur. 1885)
- 1963:
  - Julian Ajzner, polski lekarz chirurg pochodzenia żydowskiego (ur. 1884)
  - Antoni Rokita, polski zapaśnik (ur. 1909)
- 1965 – Vinzenz Dittrich, austriacki piłkarz, trener (ur. 1893)
- 1967:
  - Wanda Pieniężna, polska dziennikarka, działaczka narodowa, polityk (ur. 1897)
  - Eric John Stephens, australijski pilot wojskowy, as myśliwski (ur. 1895)
- 1969 – Jakub Chlebowski, polski lekarz, naukowiec, pedagog, publicysta, działacz społeczny (ur. 1905)
- 1970:
  - Gawriił Didenko, radziecki major pilot, as myśliwski (ur. 1908)
  - Eiji Tsuburaya, japoński reżyser filmowych efektów specjalnych (ur. 1901)
- 1972:
  - Carl T. Hayden, amerykański polityk (ur. 1877)
  - Erhard Milch, niemiecki pilot wojskowy i cywilny, feldmarszałek (ur. 1892)
- 1973:
  - Mieczysław Gajewicz, polski nauczyciel geografii, działacz PTTK (ur. 1888)
  - Tauno Lappalainen, fiński biegacz narciarski (ur. 1898)
  - Jan Starzewski, polski dyplomata, działacz i polityk emigracyjny (ur. 1895)
- 1974 – Stanisław Strumilin, rosyjski ekonomista, statystyk pochodzenia polskiego (ur. 1877)
- 1975 – Wilhelm Rappé, polski prawnik (ur. 1883)
- 1977 – Edward Small, amerykański producent filmowy (ur. 1891)
- 1978 – Roman Kołoniecki, polski poeta, tłumacz (ur. 1906)
- 1981:
  - Adele Astaire, amerykańska tancerka (ur. 1896)
  - Ladislav Grosman, słowacki pisarz, publicysta pochodzenia żydowskiego (ur. 1921)
  - Lobsang Rampa, brytyjski parapsycholog, pisarz (ur. 1910)
- 1982:
  - Pierre Canivet, francuski curler (ur. 1890)
  - Joachim Gnida, polski górnik (ur. 1952)
  - Michaił Susłow, radziecki polityk (ur. 1902)
- 1983 – Rodney Soher, brytyjski bobsleista (ur. 1893)
- 1985:
  - Ralph Broome, brytyjski bobsleista (ur. 1889)
  - Jewgienij Maskinskow, rosyjski lekkoatleta, chodziarz (ur. 1930)
  - Paul J. Smith, amerykański kompozytor (ur. 1906)
- 1986:
  - Gunnar Bergh, szwedzki lekkoatleta, dyskobol i kulomiot (ur. 1909)
  - Albert Grossman, amerykański menadżer muzyczny pochodzenia żydowskiego (ur. 1926)
  - Oswald J. Smith, kanadyjski pastor, misjonarz (ur. 1889)
- 1987:
  - Sven Lindqvist, szwedzki piłkarz (ur. 1903)
  - Frank Stack, kanadyjski łyżwiarz szybki (ur. 1906)
- 1988:
  - Paweł Karuza, białoruski polityk, poseł na Sejm RP (ur. 1900)
  - Colleen Moore, amerykańska aktorka, pisarka (ur. 1900)
- 1989 – Stefan Nowakowski, polski socjolog, wykładowca akademicki (ur. 1912)
- 1990:
  - Dámaso Alonso, hiszpański poeta, filolog, krytyk literacki (ur. 1898)
  - Ava Gardner, amerykańska aktorka (ur. 1922)
- 1991 – Wincenty Kawalec, polski ekonomista, polityk, prezes GUS, minister pracy, płac i spraw socjalnych (ur. 1914)
- 1993:
  - Maria Bojarska, polska filolog, pedagog (ur. 1901)
  - Henry Louis Miller, amerykański kontradmirał (ur. 1912)
  - Jadwiga Zaleska, polska nauczycielka, harcmistrzyni, żołnierz AK (ur. 1900)
- 1994 – Stephen Cole Kleene, amerykański matematyk (ur. 1909)
- 1995 – Erich Hof, austriacki piłkarz, trener (ur. 1936)
- 1996 – Jonathan Larson, amerykański kompozytor, dramaturg (ur. 1960)
- 1997 – Jeane Dixon, amerykańska astrolog, parapsycholog (ur. 1904)
- 1998 – Nodar Achalkaci, gruziński piłkarz, trener, działacz piłkarski (ur. 1938)
- 1999 – Sadie Delany, amerykańska pisarka (ur. 1889)
- 2000 – Antoni Adamiuk, polski duchowny katolicki, biskup pomocniczy opolski (ur. 1913)
- 2001:
  - Tadeusz Kozłowski, polski aktor, reżyser teatralny (ur. 1922)
  - Margaret Scriven, brytyjska tenisistka (ur. 1912)
- 2004:
  - Fanny Blankers-Koen, holenderska wszechstronna lekkoatletka (ur. 1918)
  - Miklós Fehér, węgierski piłkarz (ur. 1979)
- 2005:
  - Stanisław Albinowski, polski ekonomista, publicysta, dziennikarz (ur. 1923)
  - Philip Johnson, amerykański architekt, historyk sztuki (ur. 1906)
  - Robert Sadowski, polski gitarzysta, członek zespołów: Madame, Deuter, Houk i Kobong (ur. 1963)
  - Nettie Witziers-Timmer, holenderska lekkoatletka, sprinterka (ur. 1923)
- 2006:
  - Robin Coombs, brytyjski immunolog (ur. 1921)
  - Sudharmono, indonezyjski polityk, wiceprezydent (ur. 1927)
- 2008:
  - Christopher Allport, amerykański aktor (ur. 1947)
  - Ralph Dupas, amerykański bokser (ur. 1935)
- 2009:
  - Wałerij Bukajew, ukraiński przedsiębiorca, polityk, działacz sportowy (ur. 1976)
  - Mamadou Dia, senegalski ekonomista, polityk, premier Senegalu (ur. 1910)
  - Eleanor Helin, amerykańska astronom (ur. 1932)
  - Ryszard Krzywka, polski artysta grafik (ur. 1925)
  - Leon Klenicki, amerykański rabin (ur. 1930)
  - Kim Manners, amerykański aktor, reżyser i producent filmowy (ur. 1951)
- 2010:
  - Ali Hasan al-Madżid, iracki dowódca wojskowy (ur. 1941)
  - Charles Mathias Jr., amerykański polityk (ur. 1922)
- 2011:
  - Daniel Bell, amerykański socjolog (ur. 1919)
  - Danuta Jabłońska-Frąckowiak, polska fizyk (ur. 1925)
  - Kirił Miłanow, bułgarski piłkarz (ur. 1948)
  - Andrzej Szypulski, polski pisarz, scenarzysta filmowy (ur. 1936)
- 2012:
  - Veronica Carstens, niemiecka lekarka, pierwsza dama (ur. 1923)
  - Kosta Conew, bułgarski aktor (ur. 1929)
  - Kazimierz Jasiński, polski kolarz szosowy (ur. 1946)
- 2013:
  - Walerij Abramkin, rosyjski opozycjonista, obrońca praw człowieka (ur. 1946)
  - Lloyd Phillips, nowozelandzki producent filmowy (ur. 1949)
  - Shōzō Shimamoto, japoński artysta (ur. 1928)
- 2014:
  - Szczepan Baum, polski architekt (ur. 1931)
  - Ryszard Jany, polski żużlowiec (ur. 1954)
  - Kurt Krenn, austriacki duchowny katolicki, biskup St. Pölten (ur. 1936)
  - Bohdan Poręba, polski reżyser filmowy i teatralny, scenarzysta, publicysta, polityk (ur. 1934)
  - Gyula Sax, węgierski szachista, sędzia szachowy (ur. 1951)
- 2015:
  - Urszula Janicka-Krzywda, polska etnograf (ur. 1949)
  - Zdzisław Marek, polski lekarz, specjalista medycyny sądowej (ur. 1924)
  - Demis Roussos, grecki piosenkarz (ur. 1946)
- 2016:
  - Andrzej Bączyński, polski fizyk, wykładowca akademicki (ur. 1933)
  - Nail Szajchutdinow, rosyjski aktor (ur. 1941)
- 2017:
  - Irena Kotowicz-Borowy, polska socjolog, etnograf, publicystka (ur. 1952)
  - John Hurt, brytyjski aktor (ur. 1940)
  - Harry Mathews, amerykański pisarz (ur. 1930)
  - Mary Tyler Moore, amerykańska aktorka (ur. 1936)
- 2018:
  - Daniel Buechlein, amerykański duchowny katolicki, arcybiskup metropolita Indianapolis (ur. 1938)
  - Neagu Djuvara, rumuński historyk, dyplomata, filozof, dziennikarz, pisarz (ur. 1916)
  - Hari Pal Kaushik, indyjski hokeista na trawie (ur. 1934)
- 2019:
  - Jacques Berthelet, kanadyjski duchowny katolicki, biskup Saint-Jean-Longueuil (ur. 1934)
  - Anthony de Jasay, węgierski ekonomista, filozof polityczny (ur. 1925)
  - Dušan Makavejev, serbski reżyser i scenarzysta filmowy (ur. 1932)
  - Paweł Małek, polski strzelec sportowy (ur. 1933)
  - Vigilio Mario Olmi, włoski duchowny katolicki, biskup pomocniczy Brescii (ur. 1927)
  - Jan Ścibiorek, polski kolarz szosowy, torowy i przełajowy (ur. 1937)
  - Boniface Tshosa Setlalekgosi, botswański duchowny katolicki, biskup Gaborone (ur. 1927)
  - Jaume Traserra Cunillera, hiszpański duchowny katolicki, biskup Solsona (ur. 1934)
- 2020:
  - Liang Wudong, chiński lekarz (ur. 1959)
  - Tor Obrestad, norweski prozaik, poeta, tłumacz, biograf (ur. 1938)
  - Narciso Parigi, włoski aktor, piosenkarz (ur. 1927)
  - Ryszard Żółtaniecki, polski poeta, socjolog, dyplomata (ur. 1951)
- 2021:
  - David Bright, botswański trener piłkarski (ur. 1956)
  - Maryan Synakowski, francuski piłkarz pochodzenia polskiego (ur. 1936)
- 2022:
  - Przemysław Górny, polski bokser, działacz opozycji antykomunistycznej (ur. 1932)
  - Władimir Gubariew, rosyjski dziennikarz, pisarz (ur. 1938)
  - Wim Jansen, holenderski piłkarz, trener (ur. 1946)
  - Gert Schutte, holenderski samorządowiec, polityk (ur. 1939)
  - Krzysztof Sowiński, polski reżyser i scenarzysta filmowy (ur. 1948)
  - Esteban Edward Torres, amerykański polityk (ur. 1930)
- 2023:
  - Franciszek Jamroż, polski związkowiec, samorządowiec, prezydent Gdańska (ur. 1943)
  - Zbigniew Andrzej Judycki, polski historyk, dziennikarz, publicysta (ur. 1948)
  - Gayane Martirosian, ormiańska mikrobiolog, wykładowczyni akademicka (ur. 1954)
  - Cindy Williams, amerykańska aktorka (ur. 1947)
- 2024:
  - Batszewa Dagan, izraelska poetka, psycholog (ur. 1925)
  - Ida Kurcz, polska psycholog, wykładowczyni akademicka (ur. 1930)
  - Kenneth Smith, amerykański przestępca (ur. 1965)
- 2025:
  - Anastazy, albański duchowny prawosławny, arcybiskup Tirany i całej Albanii (ur. 1929)
  - Greg Bell, amerykański lekkoatleta, skoczek w dal (ur. 1930)
  - Dražen Dalipagić, serbski koszykarz (ur. 1951)
  - Janusz Kubicki, polski ginekolog-położnik, nauczyciel akademicki (ur. 1941)